# Smash (série télévisée, 2012)
Pour les articles homonymes, voir Smash (homonymie).
Smash est une série télévisée américaine en 32 épisodes de 40 à 45 minutes, créée par Theresa Rebeck, co-produite par Steven Spielberg et diffusée entre le 6 février 2012 et le 26 mai 2013 sur le réseau NBC et en simultané au Canada sur les réseaux CTV et CTV Two.
Produite par Steven Spielberg, la série est librement basée sur le roman du même titre de l'auteur Garson Kanin.
En France, la première saison a été diffusée entre le 4 juillet et le 9 août 2012 sur TF1 puis la série a été diffusée intégralement entre le 3 octobre 2013 et le 25 décembre 2014 sur E! France. Elle a ensuite été rediffusée intégralement en clair à partir du 24 novembre 2014 sur HD1.
Au Québec, la série a été diffusée à partir du 20 août 2012 sur MusiMax et en Suisse, sur RTS Un. Elle reste inédite en Belgique.

## Synopsis
Julia Houston et Tom Levitt forment un duo d'auteurs réputé à Broadway. Alors que Julia était censé faire une pause pour se concentrer sur sa vie de famille et l'adoption d'un enfant, elle et Tom décident de développer la possibilité de réaliser une nouvelle comédie musicale basée sur la vie de la célèbre Marilyn Monroe.
La productrice Eileen Rand, à la recherche de son premier projet solo à la suite de son divorce avec son mari et partenaire, décide de prendre le projet sous son aile. L'équipe engage pour mettre en scène le spectacle un réalisateur de renom, Derek Wills, talentueux mais extrêmement égocentrique.
Les auditions peuvent alors commencer. Tom désire voir son amie de toujours, Ivy Lynn, décrocher le rôle. Ivy est la fille d'une ancienne vedette de Broadway mais est habituée à faire partie de l'ensemble depuis le début de sa carrière et peine à trouver un premier rôle. Mais lors des auditions, l'équipe fait la découverte de Karen Cartwright, une novice de province qui n'a même pas encore fait ses débuts à Broadway mais dont le talent va bluffer tout le monde.
La création du musical va être plus compliquée que prévu. Entre rivalité, vie personnelle difficile et la difficulté de travailler à Broadway, l'équipe va devoir tenir pour mettre en place le spectacle.

## Distribution

### Acteurs principaux
- Debra Messing (VF : Emmanuèle Bondeville) : Julia Houston
- Jack Davenport (VF : Tony Joudrier) : Derek Wills
- Katharine McPhee (VF : Adeline Moreau) : Karen Cartwright
- Christian Borle (VF : Arnaud Bedouët) : Tom Levitt
- Megan Hilty (VF : Charlotte Marin) : Ivy Lynn
- Anjelica Huston (VF : Béatrice Delfe) : Eileen Rand
- Jaime Cepero (VF : Brice Ournac) : Ellis Boyd (saison 1)
- Raza Jaffrey (VF : Thomas Roditi) : Dev Sundaram (saison 1)
- Brian d'Arcy James (VF : Lionel Tua) : Frank Houston (saison 1, invité saison 2)
- Leslie Odom Jr. (VF : Daniel Lobé) : Sam Strickland (saison 2, récurrent saison 1)
- Jeremy Jordan (VF : Yoann Sover) : Jimmy Collins (saison 2)
- Andy Mientus (en) (VF : Olivier Martret) : Kyle Bishop (saison 2)
- Krysta Rodriguez (VF : Diane Dassigny) : Ana Vargas (saison 2)

Photos des acteurs principaux
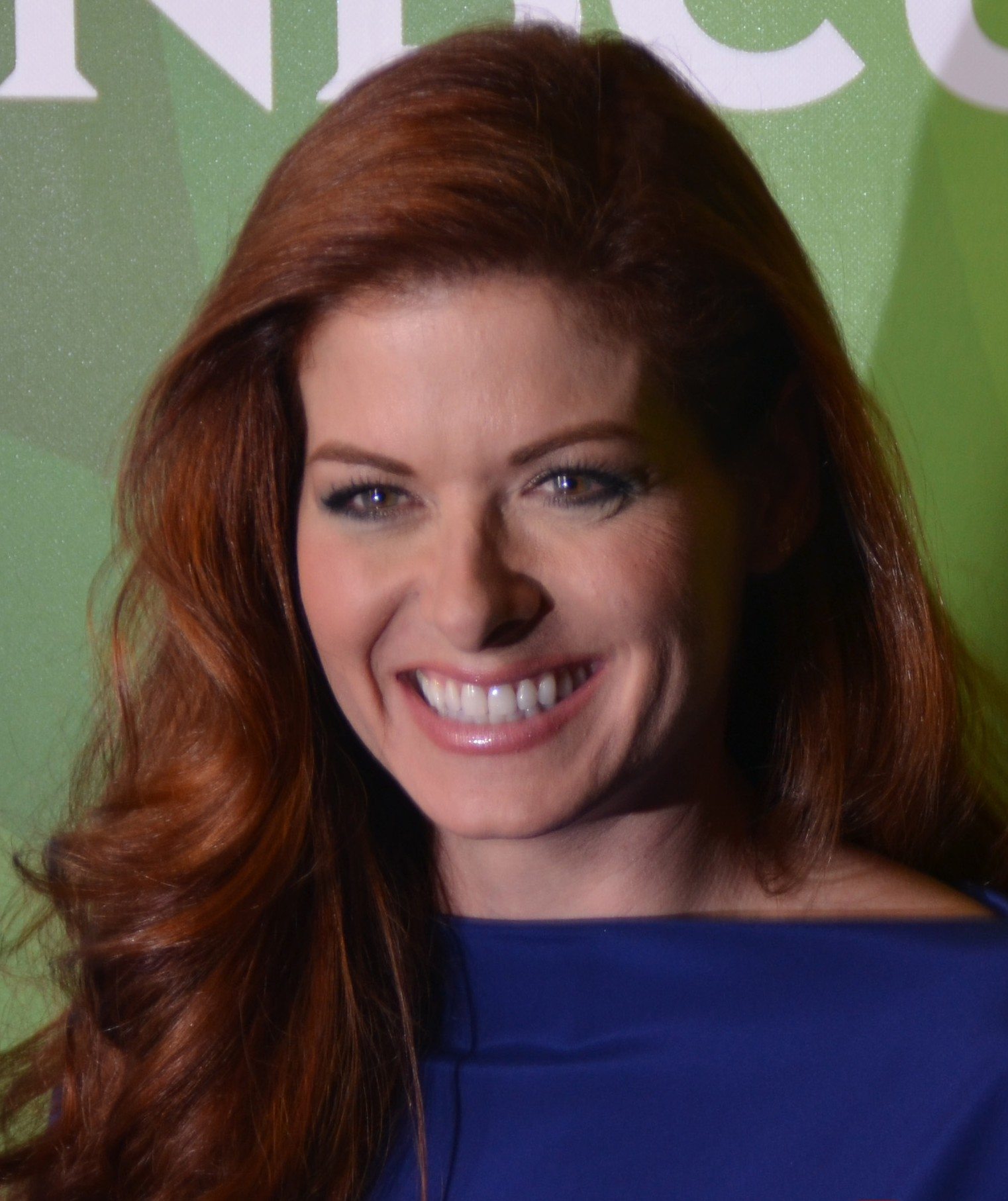
Debra Messing interprète Julia.
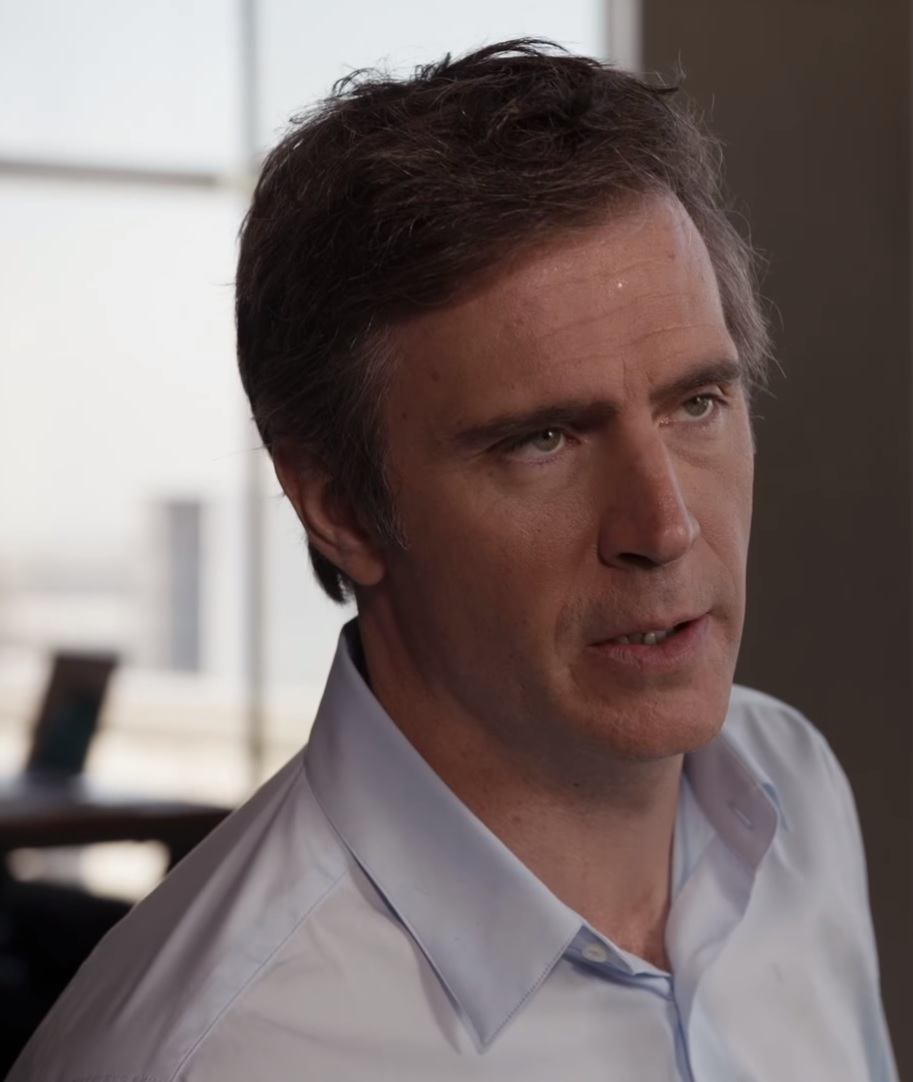
Jack Davenport interprète Derek.
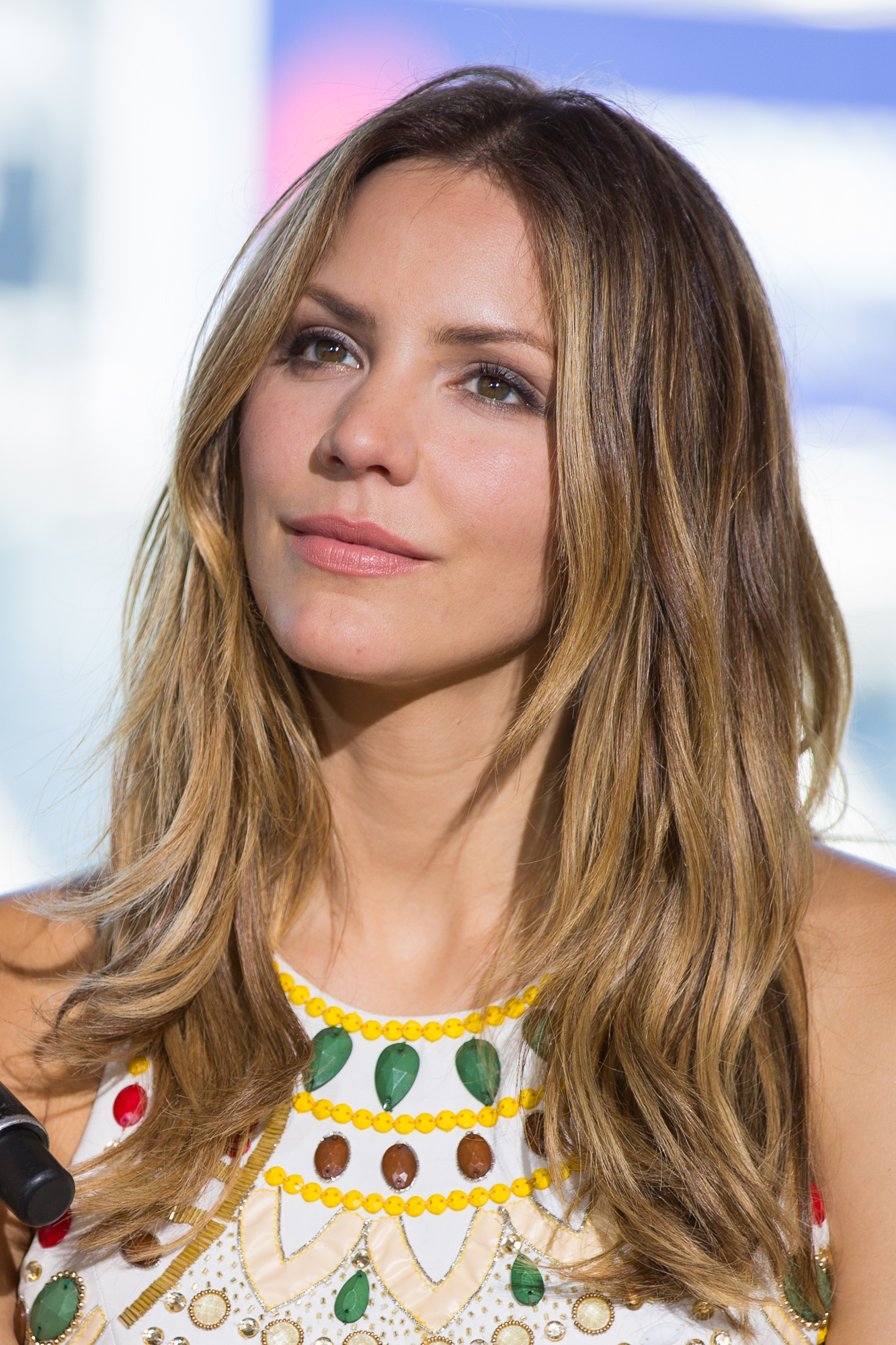
Katharine McPhee interprète Karen.
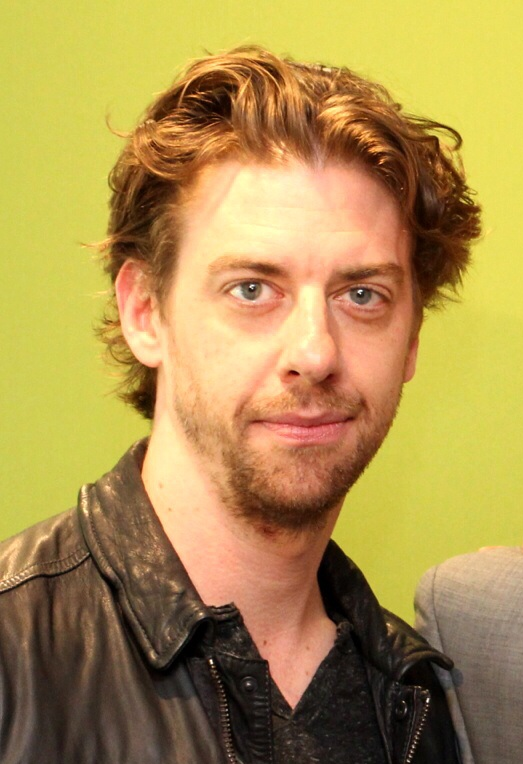
Christian Borle interprète Tom.
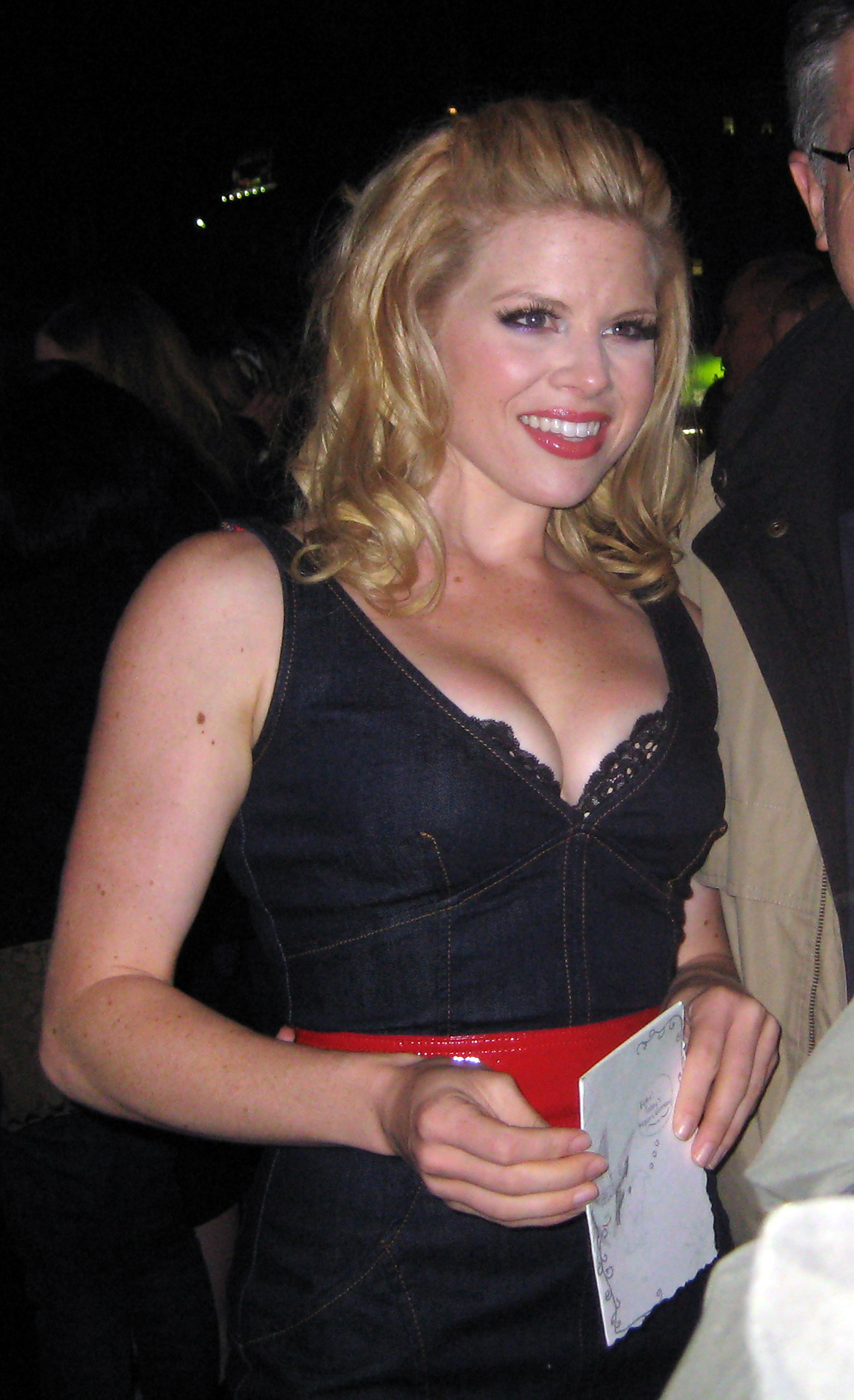
Megan Hilty interprète Ivy.
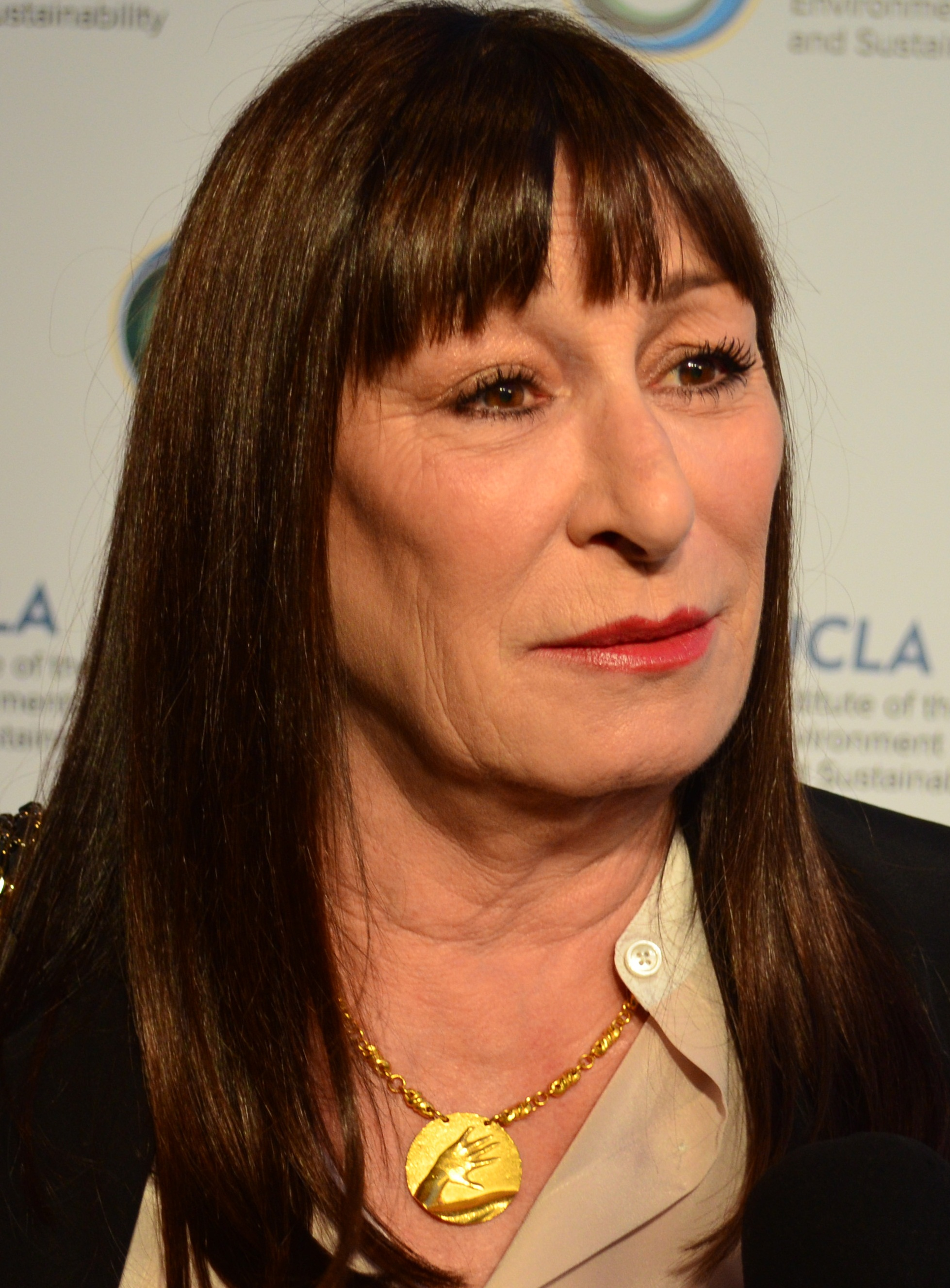
Anjelica Huston interprète Eileen.
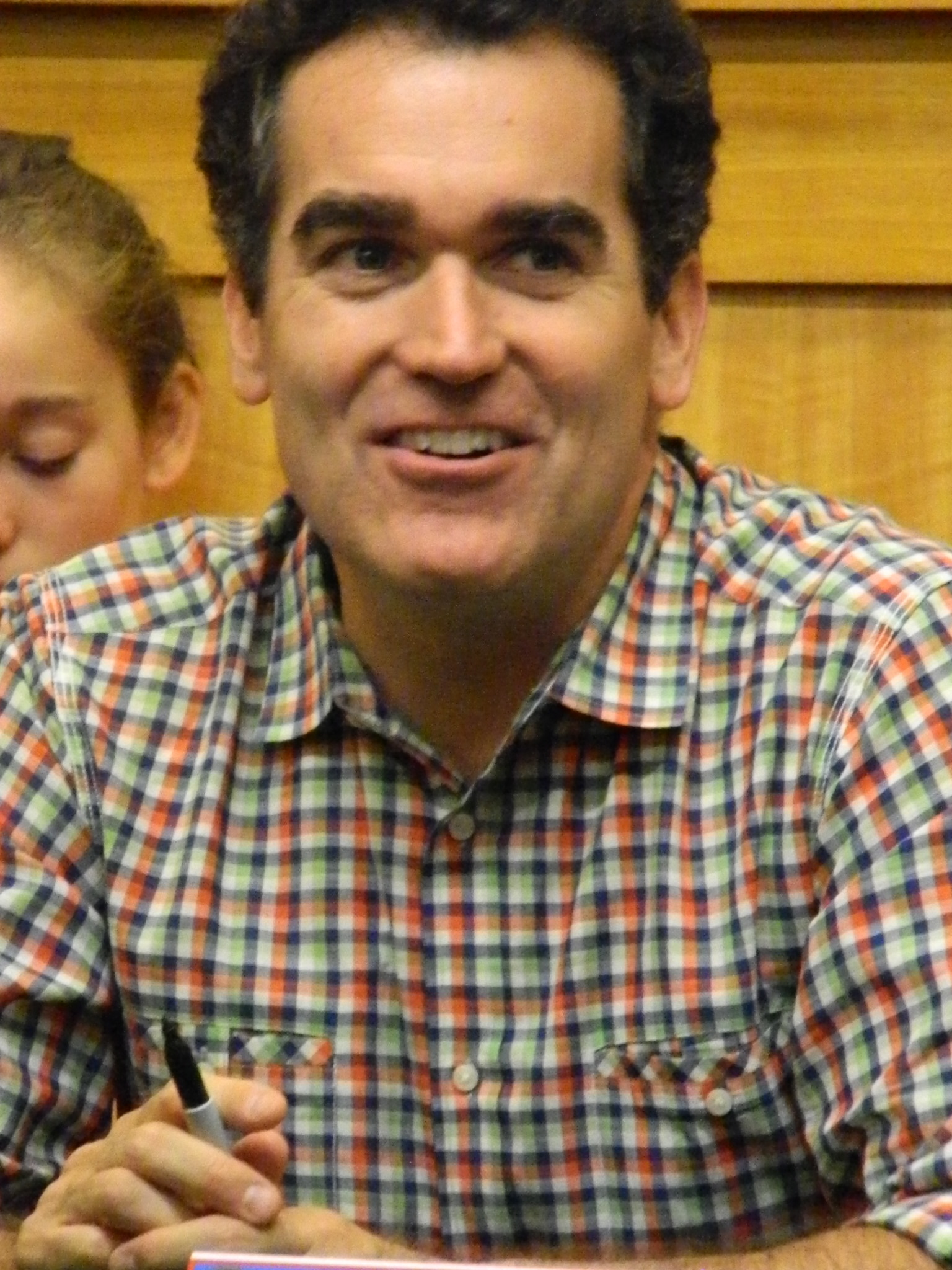
Brian d'Arcy James interprète Frank.
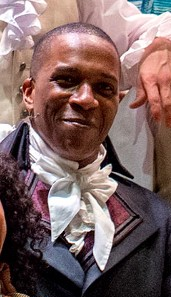
Leslie Odom Jr. interprète Sam.
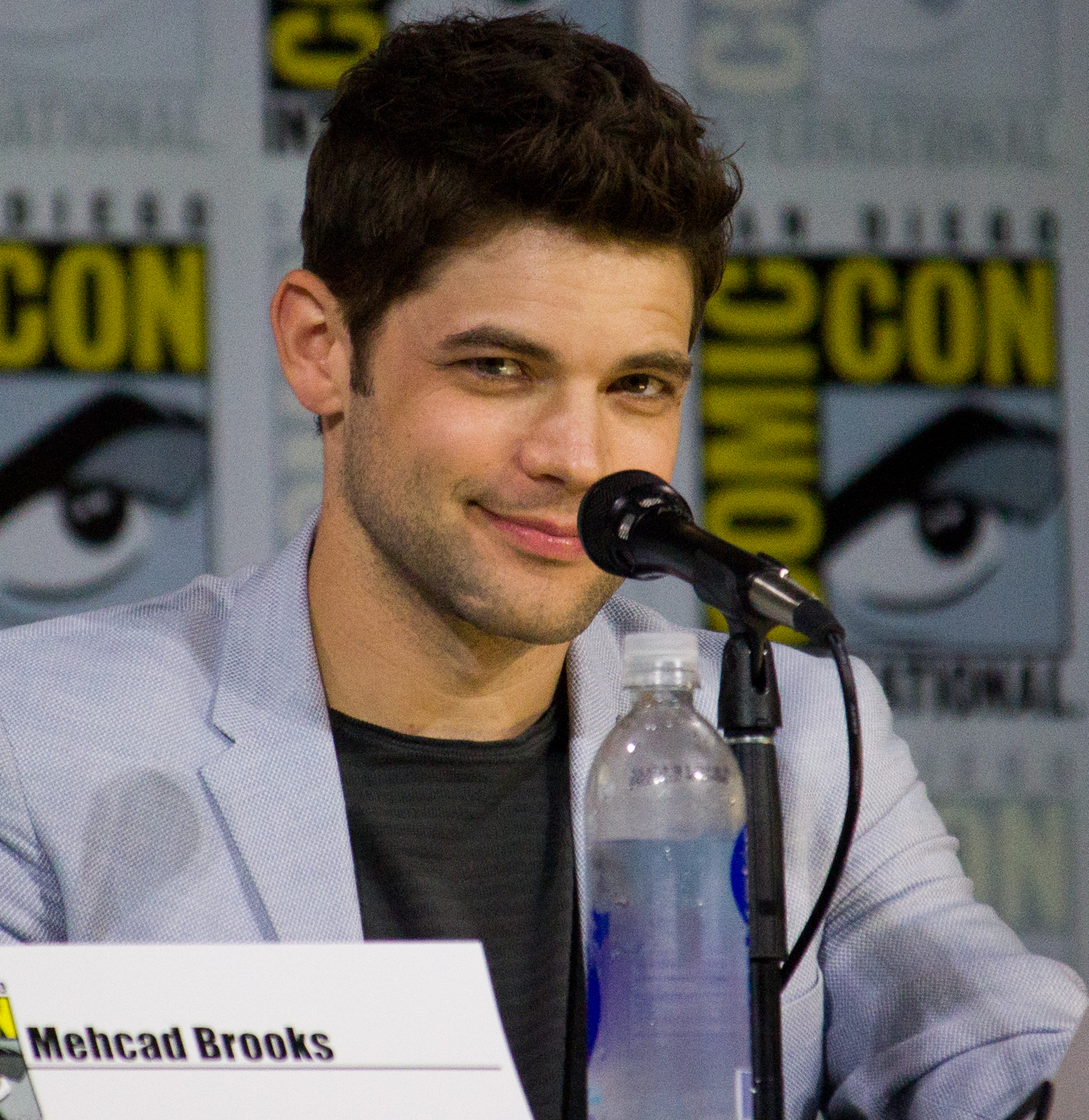
Jeremy Jordan interprète Jimmy.
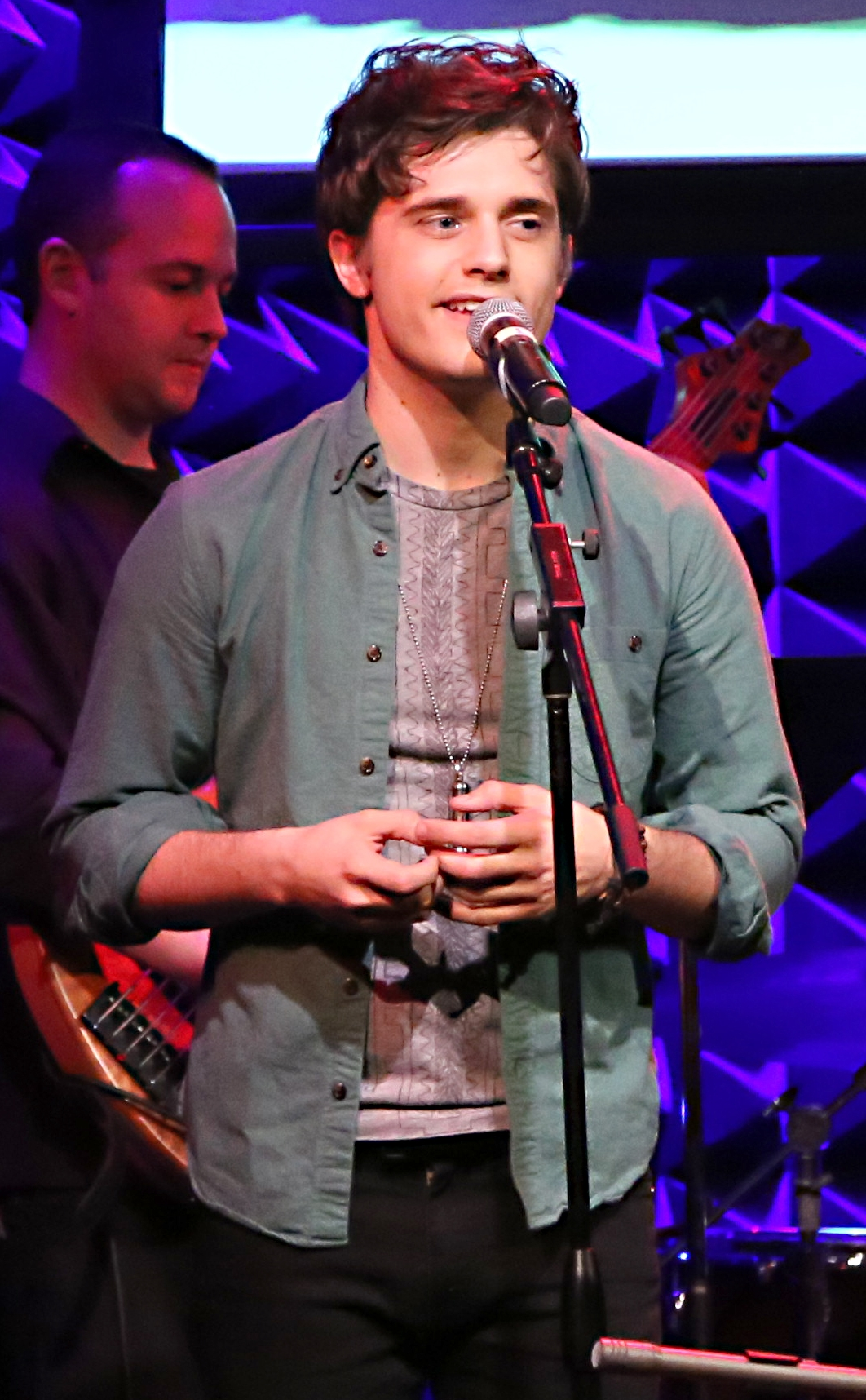
Andy Mientus interprète Kyle.
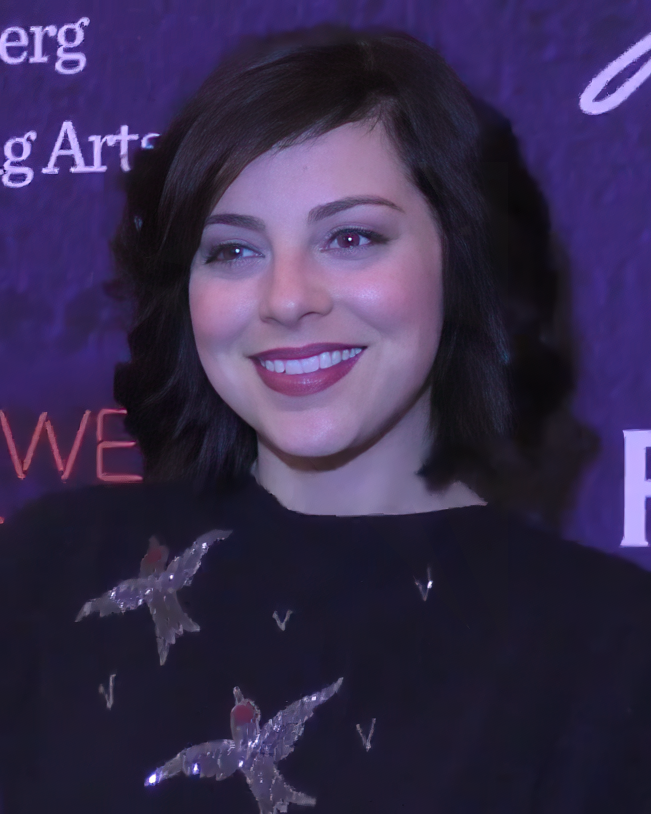
Krysta Rodriguez interprète Ana.

### Acteurs récurrents
- Ann Harada (en) (VF : Dominique Lelong) : Linda
- Wesley Taylor (en) (VF : Valentin Merlet) : Bobby
- Savannah Wise (en) (VF : Julie Jacovella) : Jessica
- Jenny Laroche : Sue
- Michael Cristofer (VF : Philippe Catoire) : Jerry Rand
- Thorsten Kaye (VF : Raphaël Cohen) : Nick Felder
- Emory Cohen (VF : Juan Llorca) : Leo Houston
- Dylan Baker (VF : Bernard Lanneau) : Roger Cartwright
- Will Chase (VF : Jean-Christophe Dollé) : Michael Swift (saison 1, invité saison 2)
- Phillip Spaeth (VF : Adrien Larmande) : Dennis (saison 1)
- Neal Bledsoe (VF : Sébastien Desjours) : John Goodwin (saison 1)
- Tala Ashe (VF : Ariane Aggiage) : R.J. Quigley (saison 1)
- Becky Ann Baker (VF : Blanche Ravalec) : Mme Cartwright (saison 1)
- Sean Dugan (VF : Vincent de Bouard) : Randall Jones (saison 1)
- Jesse L. Martin (VF : Frantz Confiac) : Scott Nichols (saison 2)
- Daniel Sunjata (VF : Gilduin Tissier) : Peter Gilman (saison 2)
- Daphne Rubin-Vega (VF : Sophie Deschaumes) : Agnes (saison 2)
- Jamey Sheridan (VF : Guy Chapellier) : Richard Francis (saison 2)
- Mara Davi (en) (VF : Zina Khakhoulia) : Daisy Parker (saison 2)
- David Call (en) (VF : Florent Bigot De Nesles) : Adam (saison 2)
- Daniel Abeles (VF : François Raison) : Blake (saison 2)

### Invités spéciaux
- Bernadette Peters (VF : Anne Jolivet) : Leigh Conroy (6 épisodes, saisons 1 et 2)
- Grace Gummer (VF : Ingrid Donnadieu) : Katie Rand (2 épisodes, saisons 1 et 2)
- Uma Thurman (VF : Juliette Degenne) : Rebecca Duvall (5 épisodes, saison 1)
- Nick Jonas (VF : Hervé Rey) : Lyle West (2 épisodes, saison 1)
- Ryan Tedder : lui-même (1 épisode, saison 1)
- Jennifer Hudson (VF : Kania Allart) : Veronica Moore (3 épisodes, saison 2)
- Harvey Fierstein (VF : Gabriel Le Doze) : lui-même (1 épisode, saison 2)
- Sean Hayes (VF : Bertrand Liebert) : Terry Falls (3 épisodes, saison 2)
- Liza Minnelli : elle-même (1 épisode, saison 2)
- Rosie O'Donnell : elle-même (2 épisodes, saison 2)
- Lin-Manuel Miranda : lui-même (1 épisode, saison 2)
- Luke Macfarlane : Patrick Dillon (2 épisodes, saison 2)

 Source et légende : version française (VF) sur RS Doublage et carton de doublage en fin des épisodes.

## Production

### Développement

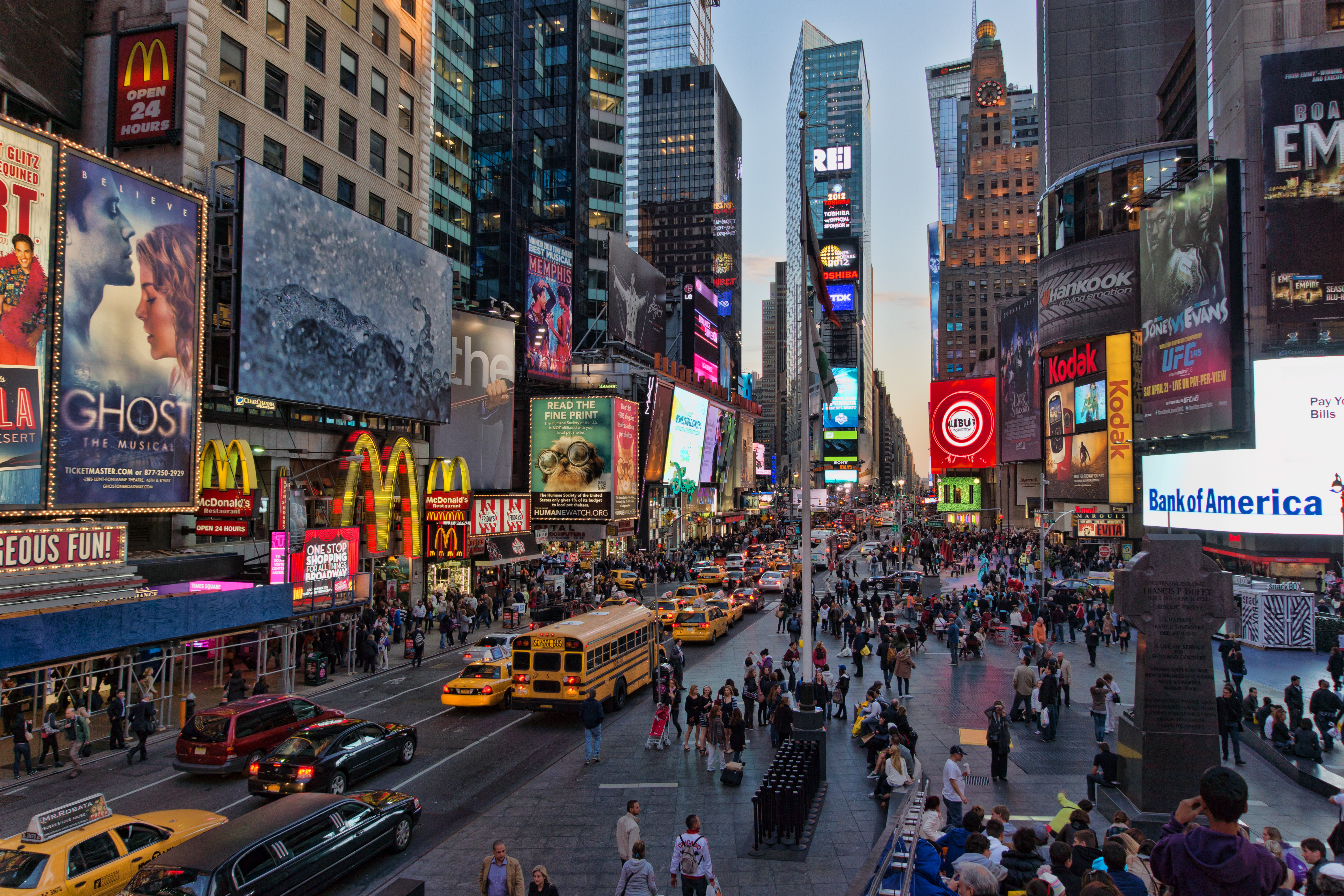
Times Square est un lieu récurrent où beaucoup de scènes de la série ont été tournées.

En 2009, Steven Spielberg commence à développer une série télévisée musicale avec Robert Greenblatt, président de la chaîne câblée Showtime et à destination de cette dernière. Au départ, il était prévu que la série soit une anthologie, chaque saison aurait été indépendante et aurait mis en scène la production d'un nouveau musical. Steven Spielberg prévoyait également d'adapter certains des spectacles de la série en vrais show à Broadway en cas de succès.
L'équipe s'inspira de plusieurs shows existants pour développer la série mais se basa surtout sur le roman Smash de Garson Kanin. Néanmoins, la série emprunte au livre uniquement son titre et le fait que les personnages mettent en scène une comédie musicale adaptée d'un personnage ayant réellement existé.
Début janvier 2011, Robert Greenblatt présente le projet NBC quand il rejoint le réseau. Theresa Rebeck, une auteur spécialisée dans les spectacles de Broadway, accepte de développer le projet en série et écrit le pilote. Le pilote est officiellement commandé par la chaîne dans le courant du mois. Le pilote bénéficia d'une budget important de 7,5 millions de dollars.
En mai 2011, la série est commandée par la chaîne qui annonce une diffusion pour la mi-saison 2012 à la suite de l'émission de télé-réalité musicale The Voice. En août 2011, la chaîne révèle que le premier épisode sera diffusé après la finale du Super Bowl XLVI et bénéficiera d'une énorme opération de promotion sur toutes les chaînes du groupe. Il est plus tard confirmé que la saison serait composée de quinze épisodes pour coïncider avec le nombre d'émissions de The Voice pour assurer une soirée musicale.
En mars 2012, la série est renouvelée pour une deuxième saison. Plus tard dans le mois, il est annoncé que la créatrice de la série, Theresa Rebeck, quittait la série pour être remplacée par Joshua Safran, ancien producteur et scénariste de Gossip Girl. La décision a été prise à la suite des nombreuses critiques pointant du doigt une baisse de qualité des intrigues au cours de la première saison.
En mars 2013, il est annoncé que la série est déplacée au samedi, une case moins regardée, à partir d'avril à la suite d'une baisse des audiences en saison deux. Le showrunner Joshua Safran dévoile alors que l'équipe se prépare à un éventuel arrêt de la série. Les derniers épisodes de la saison seront donc écrits et tournés comme-ci ils étaient les derniers de la série pour assurer une véritable conclusion en cas d'annulation et donc, offrir une vraie fin aux téléspectateurs.
En mai 2013, quelques semaines avant la diffusion de l'épisode final de la seconde saison, NBC officialise l'annulation de la série à la suite de la forte baisse des audiences.

### Distributions des rôles
Le casting initial a débuté en février 2011, dans cet ordre : Debra Messing, Megan Hilty, Jack Davenport, Katharine McPhee, Christian Borle, Raza Jaffrey, Anjelica Huston et Brian d'Arcy James.
Parmi les rôles récurrents : en août 2011, Will Chase, suivis en octobre par Nick Jonas et Bernadette Peters, en novembre par Grace Gummer en décembre par Uma Thurman, et en février 2012 par Thorsten Kaye.
Pour la deuxième saison, il est annoncé en mai 2012 que Raza Jaffrey (Dev), Jaime Cepero (Ellis) et Will Chase (Michael) ne reviennent pas alors que Brian d'Arcy James (Frank) fait une apparition au cours de la saison.
En juin 2012, la production engage Jeremy Jordan, l'actrice et chanteuse Jennifer Hudson et Andy Mientus (en) dans des rôles principaux ou récurrents.
Le mois suivant, Leslie Odom Jr., récurrent dans la première saison, est promu à la distribution principale alors que Krysta Rodriguez décroche un rôle principal.

### Tournage

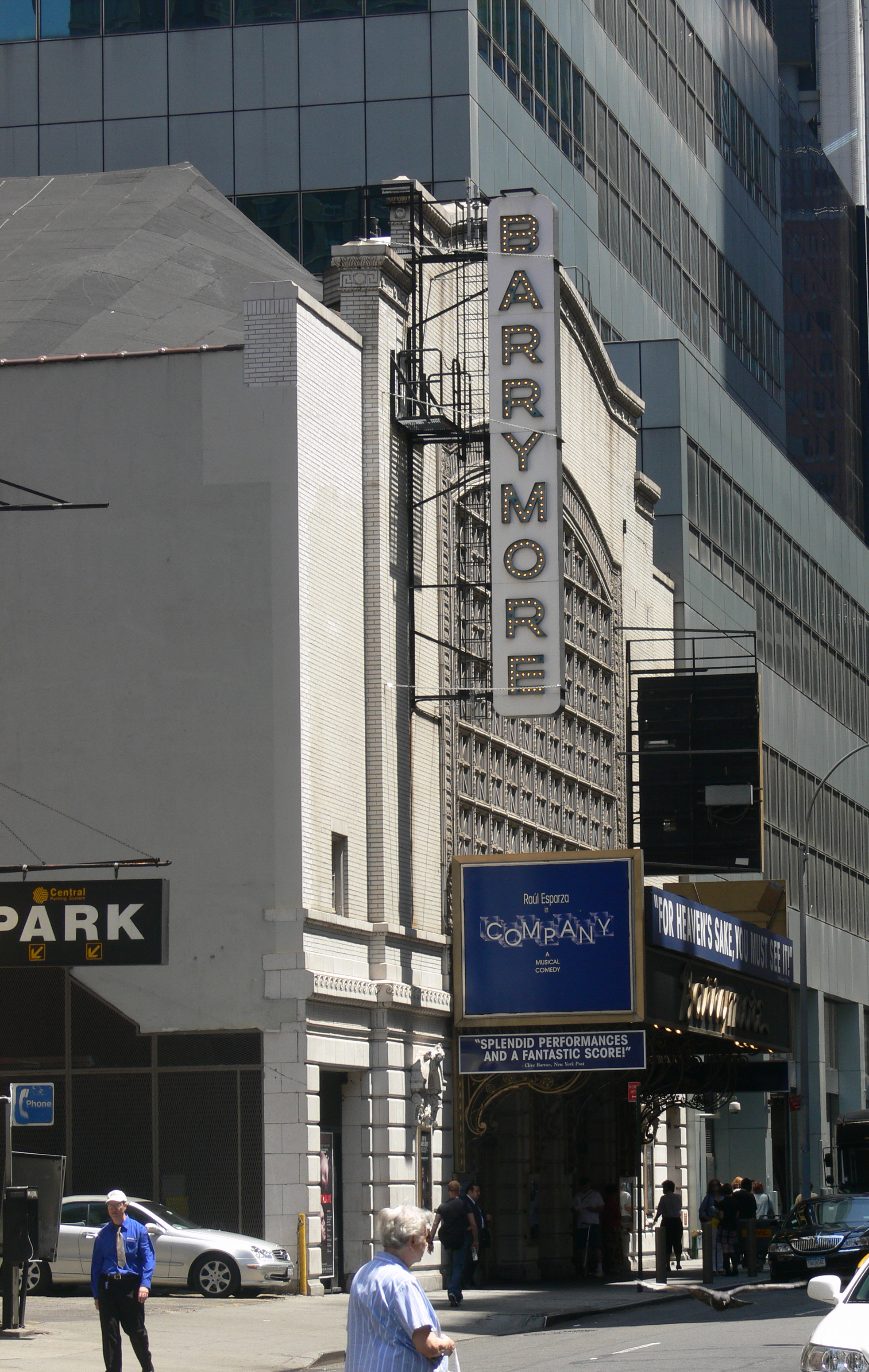
Le théâtre Ethel Barrymore à Broadway, qui accueille la comédie musicale fictive Hit List dans la deuxième saison.

La série est entièrement tournée à New York, ville où se déroule également l'intrigue de la série.

## Épisodes
| Saisons | Saisons | Nombre d'épisodes | Diffusion originale | Diffusion originale |
| Saisons | Saisons | Nombre d'épisodes | Début de saison     | Fin de saison       |
| ------- | ------- | ----------------- | ------------------- | ------------------- |
|         | 1       | 15                | 6 février 2012      | 12 mai 2012         |
|         | 2       | 17                | 5 février 2013      | 26 mai 2013         |

### Première saison (2012)
Composée de 15 épisodes, elle a été diffusée entre le 6 février et le 12 mai 2012.
1. Il était une fois Marilyn (Pilot)
2. Un rôle pour deux (The Callback)
3. Quand DiMaggio arrive… (Enter Mr. DiMaggio)
4. Les Ficelles du métier (The Cost of Art)
5. Encanaillons-nous ! (Let's Be Bad)
6. Sans voix (Chemistry)
7. Show devant ! (The Workshop)
8. La Marilyn moderne (The Coup)
9. Descente aux enfers (Hell on Earth)
10. La Doublure (Understudy)
11. La Star de cinéma (The Movie Star)
12. En route vers la gloire (Publicity)
13. Le Filage (Tech)
14. Lever de rideau (Previews)
15. Une star est née (Bombshell)

### Deuxième saison (2013)
Composée de 17 épisodes, elle a été diffusée entre le 5 février et le 26 mai 2013.
1. En route pour Broadway (On Broadway)
2. La route est longue (The Fallout)
3. Nouvelle direction (The Dramaturg)
4. La Métamorphose (The Song)
5. Le Livret de la discorde (The Read-Through)
6. Coup de théâtre ! (The Fringe)
7. Chaises musicales (Musical Chairs)
8. De la poudre aux yeux (The Bells and Whistles)
9. Tracer sa route (The Parents)
10. Une cerise sur le gâteau (The Surprise Party)
11. Derniers réglages (The Dress Rehearsal)
12. La Première (Opening Night)
13. Les Producteurs (The Producers)
14. Une étoile s'est éteinte (The Phenomenon)
15. La Cour des Grands (The Transfer)
16. Et les nominés sont… (The Nominations)
17. Bouquet final (The Tonys)

## Accueil

### Critiques
La première saison de la série a reçu des critiques généralement positives. Sur le site agrégateur de critiques Rotten Tomatoes, elle recueille 79 % de critiques positives, avec une note moyenne de 8,16/10 sur la base de 43 critiques collectées, lui permettant d'obtenir le statut « Frais », le certificat de qualité du site. Le consensus critique établi par le site résume que la série est dynamique et offre une vision unique de l'industrie du show-buisness, faisant d'elle un programme pour adulte à voir.
Sur Metacritic, la saison obtient une note de 79/100 basée sur 32 critiques collectées.
La deuxième saison reçoit un accueil plus mitigé sur Rotten Tomatoes avec un score de 56 % de critiques positives et une note moyenne de 6,25/10 sur la base de 25 critiques collectées. Le consensus critique résume que la saison offre de très bons numéros musicaux mais que les intrigues se mélangent et les relations deviennent compliquées.
Néanmoins, l'accueil est plus positif sur Metacritic où la saison obtient une note de 63/100 basée sur 23 critiques collectées

### Audiences
La meilleure audience de la série a été réalisée par le premier épisode de la série, Il était une fois Marilyn, avec 11,44 millions de téléspectateurs.
La pire audience a été réalisée par le onzième épisode de la deuxième saison, Derniers réglages, avec seulement 1,80 million de téléspectateurs.
| Saisons | Diffusion                                                                                       | Nombre d'épisodes | Lancement      | Lancement       | Final       | Final           | Téléspectateurs (en moyenne) |
| Saisons | Diffusion                                                                                       | Nombre d'épisodes | Date           | Téléspectateurs | Date        | Téléspectateurs | Téléspectateurs (en moyenne) |
| ------- | ----------------------------------------------------------------------------------------------- | ----------------- | -------------- | --------------- | ----------- | --------------- | ---------------------------- |
| 1       | lundi, 21 h                                                                                     | 15                | 6 février 2012 | 11,44 millions  | 12 mai 2012 | 5,96 millions   | 8,94 millions                |
| 2       | mardi, 21 h (épisodes 1 à 9) samedi, 21 h (épisodes 10 à 15) dimanche, 21 h (épisodes 16 et 17) | 17                | 5 février 2013 | 4,48 million    | 26 mai 2013 | 2,44 million    | 2,72 millions                |

## Les chansons deSmash
Note : Certaines chansons originales sont interprétées plusieurs fois dans la série par des acteurs différents. Ici est indiqué uniquement l'acteur qui interprète la chanson en premier lors d'un numéro musical complet. C'est généralement ces versions qui sont retenues lors de l'édition des chansons sur les bandes-originales, néanmoins, certaines ne peuvent être entendues que dans la série.

## Hit ListetBombshellen concert
En octobre 2013, le cabaret Feinstein's/54 Below à New York annonce vouloir organiser une comédie musicale limitée adaptée de Hit List, la comédie musicale fictive introduite dans la deuxième saison de la série. Les acteurs de la série Jeremy Jordan et Krysta Rodriguez sont annoncés pour reprendre leurs personnages et Andy Mientus, qui interprétait l'auteur du spectacle, rejoint également la distribution. L'actrice et chanteuse Carrie Manolakos reprend le rôle de Katharine McPhee.
Trois performances ont été organisées, une le 8 décembre 2013 et deux le lendemain, toutes complètes.
En décembre 2014, soit presque un an après l'annulation de la série, les compositeurs Marc Shaiman Scott Wittman dévoilent qu'une organisation caritative était intéressée par l'idée de mettre en place un concert qui utiliserait les chansons de Bombshell, la comédie musicale fictive sur Marilyn Monroe.
Le concert est officialisé quelques jours plus tard. Plusieurs acteurs de la série sont intervenus lors du concert où Katharine McPhee et Megan Hilty ont repris toutes les chansons issues de la comédie musicale fictive.
Le concert s'est déroulé le 5 juin 2015 au Minskoff Theatre à Broadway. Avec une unique représentation, le spectacle afficha complet.
Le 20 mai 2020, la distribution de la série, dont Katharine McPhee, Megan Hilty ou encore Debra Messing, ont participé au second concert Bombshell. Ce concert était virtuel et les acteurs présents via un système de visioconférence depuis leurs domiciles en raison de la pandémie de COVID-19 qui empêchait les rassemblements. L'événement était dirigé par l'actrice Renée Zellweger et a servi à réunir des fonds pour la lutte contre le COVID-19.

## Projet d'adaptation en comédie musicale
Le 21 mai 2020, Steven Spielberg annonce le développement d'une adaptation en comédie musicale de la série qui devrait se jouer à Broadway. Joshua Bergasse, chorégraphe de la série, sera également chargé des chorégraphies de cette adaptation qui sera produite par Spielberg ainsi que par plusieurs anciens producteurs de la série.

## Distinctions
Sauf indication contraire, les informations mentionnées dans cette section peuvent être confirmées par la base de données cinématographiques IMDb,  présente dans la section « Liens externes ».

### Récompenses
- Critics' Choice Television Awards 2011 : Série la plus attendue
- Primetime Emmy Awards 2012 : Meilleure chorégraphies
- Women's Image Network Awards 2012 :
  - Meilleure série télévisée dramatique
  - Meilleure actrice dans une série télévisée dramatique pour Katharine McPhee
- GLAAD Media Awards 2013 : Meilleure série télévisée dramatique
- Costume Designers Guild Awards 2013 : Meilleurs costumes pour une série télévisée contemporaine
- Motion Picture Sound Editors Awards 2013 : Meilleur montage son dans une série musicale pour l'épisode Descente aux enfers (saison 1, épisode 9)

### Nominations
- Primetime Emmy Awards 2012 :
  - Meilleure actrice invitée dans une série télévisée dramatique pour Uma Thurman
  - Meilleure musique dans une série télévisée
  - Meilleure chanson et parole pour Let Me Be Your Star
- Teen Choice Awards 2012 :
  - Meilleur nouvelle série
  - Révélation féminine dans une série télévisée pour Katharine McPhee
- Television Critics Association Awards 2012 : Meilleure nouvelle série
- Women's Image Network Awards 2012 : Meilleure actrice dans une série télévisée dramatique pour Debra Messing
- American Cinema Editors Awards 2013 : Meilleur montage d'une série de télévision de 60 minutes sur le réseau national pour l'épisode Il était une fois Marilyn (saison 1, épisode 1)
- Dorian Award 2013 :
  - Série télévisée LGBT de l'année
  - Série télévisée campy de l'année
  - Performance musicale à la télévision de l'année pour Let Me Be Your Star et A Thousand and One Nights
- Golden Globes 2013 : Meilleure série télévisée musicale ou comique
- Grammy Awards 2013 : Meilleure chanson écrite pour un média visuel pour Let Me Be Your Star
- Society of Operating Cameramen Awards 2013 : Caméraman à la télévision de l'année pour Jeff Muhlstock
- Primetime Emmy Awards 2013 : Meilleure chanson et parole pour Hang the Moon et I Heard Your Voice In a Dream